# Маломежиці
Маломежиці (пол. Małomierzyce) — село в Польщі, у гміні Ілжа Радомського повіту Мазовецького воєводства.
Населення — 364 особи (2011).
У 1975-1998 роках село належало до Радомського воєводства.

## Демографія
Демографічна структура станом на 31 березня 2011 року:
|          | Загалом | Допрацездатний вік | Працездатний вік | Постпрацездатний вік |
| -------- | ------- | ------------------ | ---------------- | -------------------- |
| Чоловіки | 177     | 27                 | 132              | 18                   |
| Жінки    | 187     | 28                 | 104              | 55                   |
| Разом    | 364     | 55                 | 236              | 73                   |